# Antiquus Mysticusque Ordo Rosae Crucis

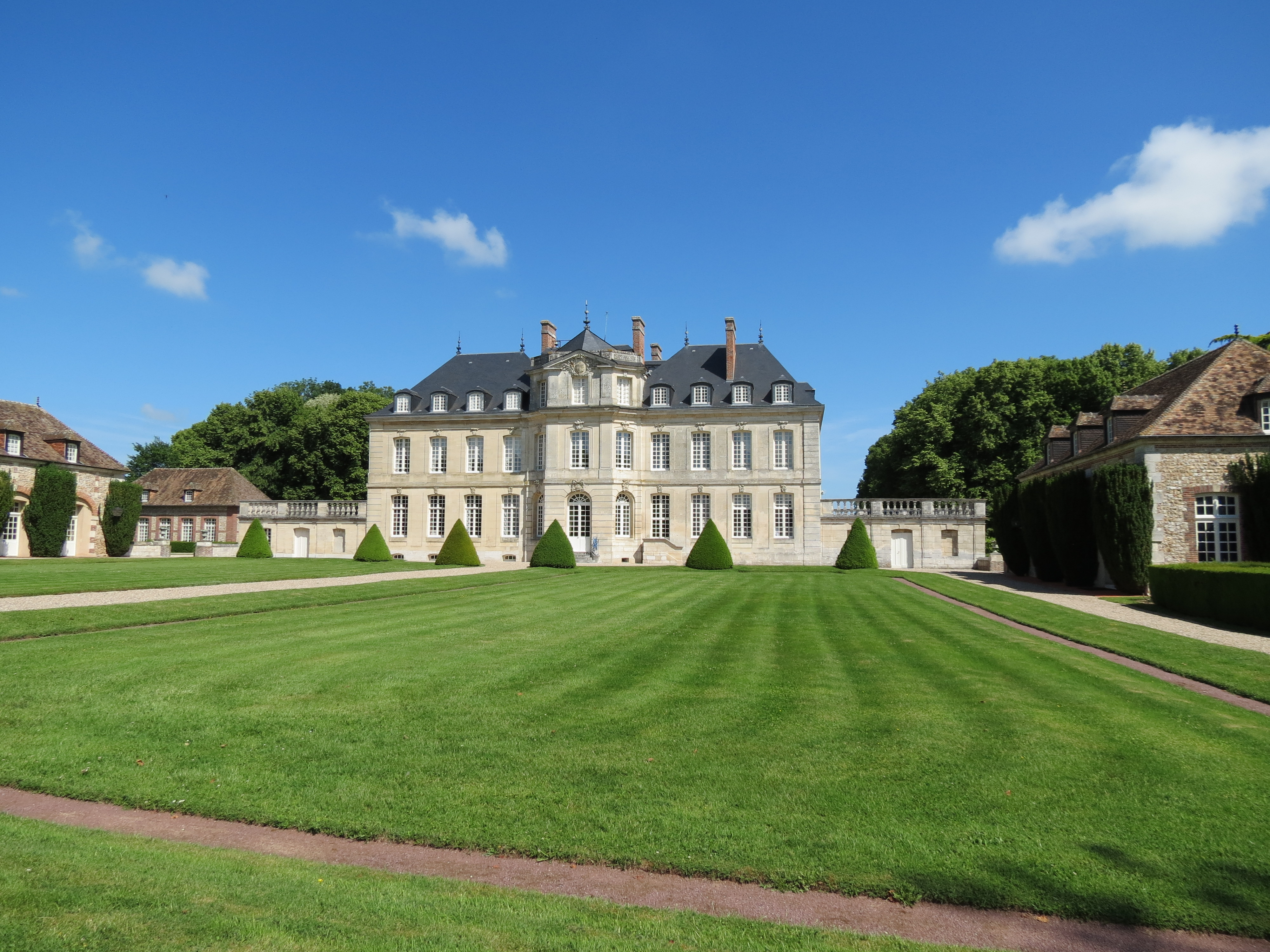
Le château d'Omonville, en Normandie, est le siège de la juridiction francophone de l'AMORC ainsi que de l'URCI.

L'Antiquus Mysticusque Ordo Rosae Crucis (nom latin, en français : « Ancien et mystique ordre de la Rose-Croix »), également connu par le sigle AMORC, ou encore sous la terminologie « ordre de la Rose-Croix », est une association française loi de 1901 qui se définit elle-même comme étant « un mouvement philosophique, initiatique et traditionnel mondial, non sectaire et non religieux, apolitique, ouvert aux hommes et aux femmes, sans distinction de race, de religion ou de position sociale. Sa devise est : « la plus large tolérance dans la plus stricte indépendance ». Il affirme aider ses membres à atteindre un certain équilibre humain par la réalisation d'une maîtrise personnelle au travers d'une doctrine d'ordre ésotérique et mystique.

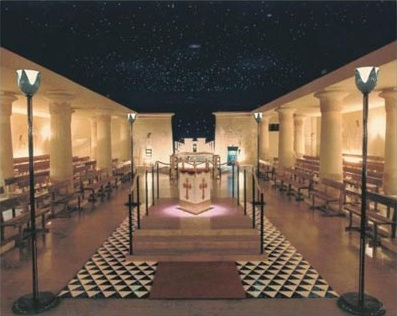
L'intérieur du temple de la loge de Paris.

Bien que créé en 1915 sous l'impulsion de Harvey Spencer Lewis et à partir d'une synthèse d'« enseignements rosicruciens anciens », l'AMORC se réclame d'une filiation avec la Rose-Croix, fraternité mystique du début du XVIIIe siècle. Son symbole est une croix dorée ayant une rose rouge en son centre, la croix représentant le corps de l’homme et la rose symbolisant son âme en évolution. L'AMORC est divisé en une vingtaine de juridictions de langue, chacune ayant un siège distinct. Bien qu'aucun document officiel ne l'atteste, elle revendique environ 250 000 membres dans le monde, dont 25 000 en France.
En France, un rapport parlementaire publié en 1999 a mentionné l'association parmi les groupes sectaires dans sa section sur les créances, à cause de sa gestion financière. Les dirigeants de l’AMORC ont réfuté ce classement en produisant divers témoignages et documents d’institutions ou de personnalités civiles, politiques et religieuses impliquées dans la lutte contre les dérives sectaires pour étayer cette réfutation.
L'ouvrage Les Sociétés secrètes déclare que l’Ancien et Mystique Ordre de la Rose-Croix est le mouvement rosicrucien le plus important.

## Doctrine générale
La doctrine, ou ontologie, de l'AMORC indique que, ne s'agissant cependant que d'un support[Quoi ?] :
- Dieu est considéré comme l'intelligence universelle qui a pensé, manifesté et animé la Création. Cette dernière est imprégnée d'une âme universelle qui évolue vers la perfection de sa propre nature ;
- toute la Création est imprégnée d'une âme universelle qui évolue vers la perfection de sa propre nature ;
- la vie est le support de l'évolution cosmique telle qu'elle se manifeste dans l'univers et sur la Terre ;
- la matière doit son existence à une énergie vibratoire qui se propage dans tout l'univers et dont chaque atome est imprégné ;
- le temps et l'espace sont des états de conscience et n'ont aucune réalité matérielle indépendante de l'homme ;
- l'homme est un être double dans sa nature et triple dans sa manifestation ;
- l'âme s'incarne dans le corps de l'enfant au moment où il inspire pour la première fois, faisant de lui un être vivant conscient.
- le destin de tout être humain est déterminé par la manière dont il applique son libre arbitre et par le karma qui en résulte ;
- la mort se produit au moment où l'homme rend son dernier souffle et se traduit par la séparation définitive entre le corps et l'âme ;
- l'évolution spirituelle de l'homme est régie par la réincarnation et a pour but d'atteindre la perfection ;
- il existe un règne supra-humain, formé de toutes les âmes désincarnées qui peuplent le monde invisible ;
- à l'issue de son évolution spirituelle, l'âme de tout être humain réintègre l'âme universelle en toute pureté et vit en pleine conscience dans l'immanence divine[3].

## Enseignement et buts revendiqués
L'AMORC prône une philosophie à la fois humaniste et spiritualiste, grâce à laquelle il affirme aider ses membres à atteindre un certain équilibre humain par la réalisation d'une Maîtrise personnelle d'ordre ésotérique et mystique. Pour cela, un enseignement est mis à la disposition des membres, échelonné sur douze degrés et fondé sur une recherche/étude personnelle. Ceux qui le souhaitent peuvent également se rendre à des réunions et échanger avec d’autres leur compréhension de ce qu’ils ont étudié chez eux.
L'enseignement de l'AMORC se présente sous forme de livrets d'une dizaine de pages, appelés « monographies », envoyés par courrier, ou, depuis peu, consultables par le biais d'un site internet réservé aux membres. Ces monographies traitent de sujets ésotériques et mystiques divers : la nature du Divin, l’origine de l’univers, la structure de la matière, les concepts de temps et d’espace, les lois de la vie, le but de l’évolution, l’âme humaine et ses attributs, les phénomènes psychiques, les mystères de la mort, de l’après-vie et de la réincarnation, le symbolisme traditionnel, etc. Ils comportent également des « expériences », consacrées à l’apprentissage de techniques jugées fondamentales en matière de mysticisme : relaxation, concentration, méditation, création mentale, alchimie spirituelle...
D'après la brochure intitulée « la Maîtrise de la Vie », cet enseignement tient compte d'une certaine « progression » d'une monographie à l'autre et d'un degré à l'autre, d'où son aspect initiatique. Voici les thèmes majeurs des neuf premiers degrés:
- 1er degré : la matière (sa structure, son rôle, etc.)
- 2e degré : la conscience (ses phases, ses fonctions, etc.)
- 3e degré : la vie (son origine, ses caractéristiques, etc.)
- 4e degré : l’ontologie (ses principes, ses lois, etc.)
- 5e degré : la philosophie selon la tradition Rose-Croix (son origine, ses courants, etc.)
- 6e degré : le corps physique (ses fonctions, son bien-être, etc.)
- 7e degré : le corps psychique (sa nature, ses facultés, etc.)
- 8e degré : l’âme (sa nature, ses facultés, etc.)
- 9e degré : l’alchimie spirituelle (son but, sa méthode, etc.)

Il existe trois autres degrés après le neuvième.

## Historique

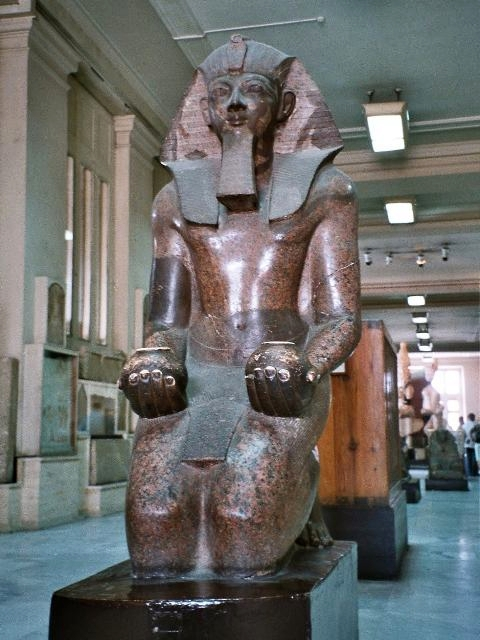
Statue du pharaon Thoutmôsis III, fondateur originel de l'AMORC d'après Harvey Spencer Lewis.

L'AMORC, bien que créé en 1915, revendique une filiation avec la Rose-Croix, fraternité mystique du début du XVIIe siècle qui s'est fait connaître en Europe par la publication de la Fama Fraternitatis en 1614, et en France par les deux affiches des « députés du collège principal des frères de la Rose-Croix » placardées sur les murs de Paris en 1623.

### Origines revendiquées

#### Origines égyptiennes de la Rose-Croix, selon deux auteurs duXVIIeSiècle
En 1617, dans son ouvrage intitulé Silentium post clamores (Le silence fait suite aux clameurs), l'alchimiste allemand Michael Maier situe l'origine de l' Orden und Fraternität des Rosen Creutzes (ordre et fraternité de la Rose-Croix), en ancienne Égypte. Il précise que les Rose-Croix sont « les successeurs des collèges des Brahmanes hindous, des Égyptiens, des Eumolpides d'Éleusis, des Mystères de Samothrace, des Mages de Perse, des Gymnosophistes d'Éthiopie, des Pythagoriciens et des [mystiques] Arabes ».
On peut trouver un autre exemple dans l'ouvrage Tractatus Apologeticus Integritatem Societatis de Rosae Cruce defendens (Traité en apologie afin de défendre la rectitude de la Société de la Rose Croix) (1617) de Robert Fludd, médecin et rosicrucien anglais, qui explique comment « la sagesse [des Rose-Croix] fut extraite de la doctrine des hiéroglyphes qui peut être contemplée dans les pyramides memphytes où les philosophes antiques la célébraient ».
L'Égypte à laquelle font référence Michael Maier et Robert Fludd était figurée par le personnage mythique d'Hermès Trismégiste (c'est-à-dire « le trois fois grand »). L'AMORC dès le début du siècle dernier a ainsi pu développer la théorie selon laquelle les Hermès sont liés aux sages de la XVIIIe dynastie. Du reste, les enseignements de cet « ordre » sont, en grande partie, inspirés de l'hermétisme égyptien.

#### Origines égyptiennes selon Harvey Spencer Lewis

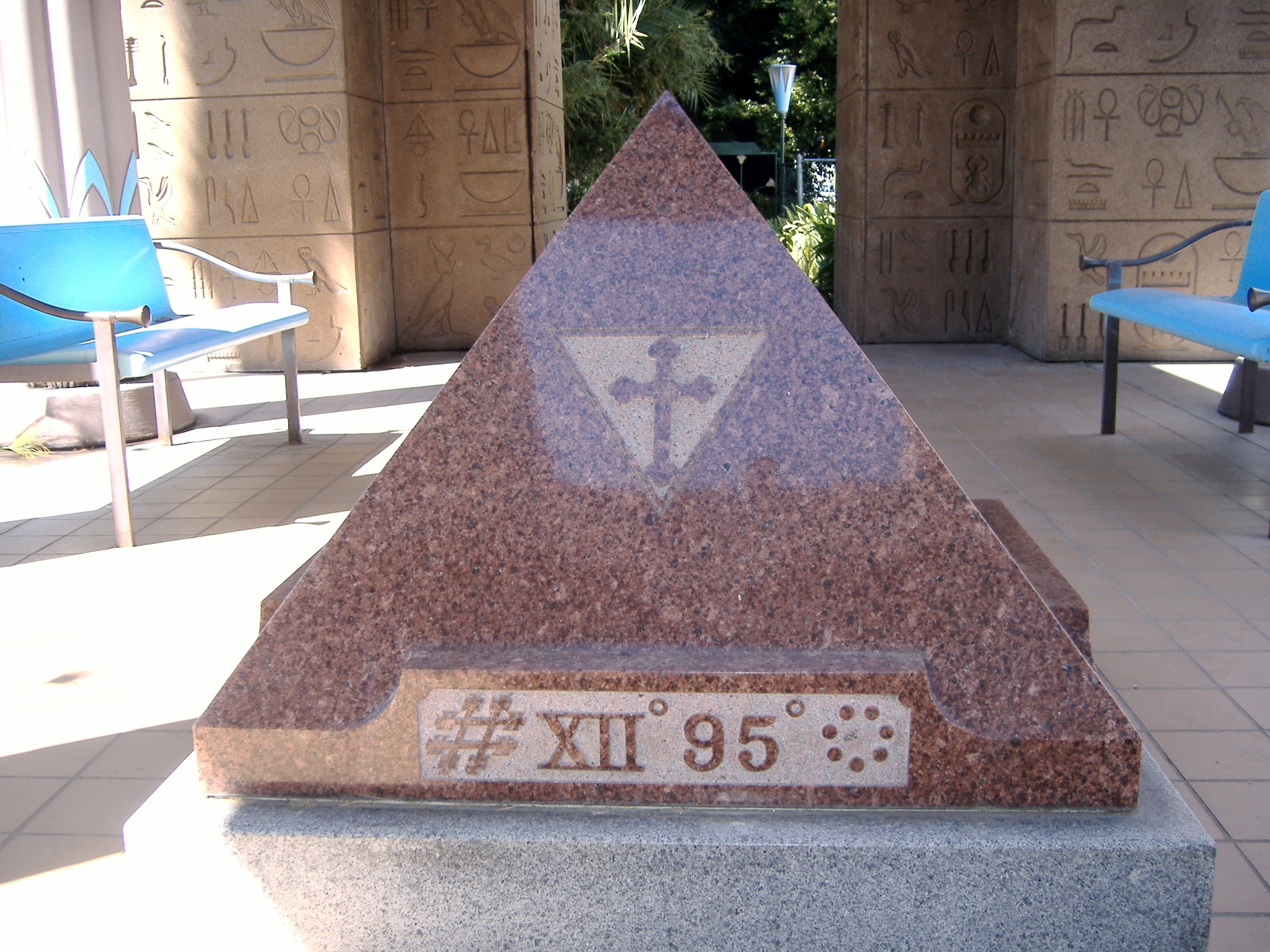
Sur l'arrière de la pierre tombale de H. S. Lewis, le premier symbole est le sceau de l'Imperator de l'AMORC, "XII°" signifie R+C, "95°" signifie de Memphis Misraïm, le cercle de 7 points signifie Initiateur S.I. de l'ordre Martiniste traditionnel.

De même, d'après les écrits de Harvey Spencer Lewis (1883-1939), fondateur et premier « imperator » de l'AMORC, la Rose-Croix trouverait son origine traditionnelle en Égypte ancienne. Lewis considérait en effet qu'un seul et unique ordre de la Rose-Croix avait existé à travers les âges, avec diverses dénominations et que l'AMORC en serait l'héritier. Il aurait été fondé par le pharaon Thoutmôsis III (env. 1450 av. J.-C.) en regroupant les « écoles de mystères » existantes au sein d'une même entité. Toujours d'après cette théorie, le pharaon Aménophis IV (ou Akhénaton, nom qu'il prit lorsqu'il fonda sa religion monothéiste, env. 1350 av. J.-C.) aurait poursuivi son œuvre.
Selon Valérie Dupont, membre de l'AMORC, des « écoles de mystères » (pour l'instruction des prêtres ou des « divines épouses ») se sont reconstituées au cours du règne d'Ahmôsis Ier (env. 1500 av. J.-C.), sous l'impulsion d'Ahmès-Néfertary qui fit rechercher les anciens rituels lors du relèvement de l'Égypte après l'invasion des Hyksos. Toujours selon Valérie Dupont, à la même époque, des mystères plus anciens, ceux d'Héliopolis, auraient été récupérés dans le plus grand secret, et quelques décennies plus tard, Thoutmôsis III en aurait été le réunificateur.
Harvey S. Lewis affirme également que, d'après la tradition orale des Rose-Croix, la grande école de Mystères de Thoutmôsis III, qu'il nomme la « Grande Fraternité Blanche », donna naissance à un « ordre » mystique qui, des siècles plus tard, utilisera le symbole de la Rose et de la Croix, cette dernière n'étant pas dérivée de la croix du Christianisme, mais plutôt de l'Ânkh égyptien. Cet « ordre » se serait ensuite étendu dans le monde antique grâce aux philosophes grecs qui allaient étudier dans les temples d'Égypte, comme Platon et Pythagore. Pendant le Moyen Âge, il se serait développé au sein des cercles d'alchimistes, puis à l'intérieur de l'ordre du Temple, avant de révéler son existence au public au début du XVIIe siècle.
Lewis exprima ces positions à une époque où les connaissances sur l’histoire du rosicrucianisme n’étaient guère développées. Aujourd’hui, l’AMORC se place dans le sillage du rosicrucianisme du XVIIe siècle tout en précisant que la tradition rosicrucienne remonte aux Écoles de Mystères égyptiennes, notamment par la voie de l'hermétisme et de l'alchimie, deux thèmes très présents dans les trois Manifestes rosicruciens fondateurs. Dans ses documents de présentation, l'AMORC distingue ces deux origines, en les qualifiant d' « historique » et de « traditionnelle ».

#### Cycle de 108 ans
Toujours selon Harvey S. Lewis, l'« ordre » serait régi par des cycles périodiques de 108 ans, où alternent périodes d'activité et de sommeil. Lewis est le seul à faire référence à un tel cycle dans son ouvrage Complete History of the Rosicrucian Order (Histoire complète de l'ordre de la Rose-Croix), publié en 1928. Si l'on se réfère à ses mémoires, Lewis aurait reçu en 1909 une initiation rosicrucienne à Toulouse, France, afin de lui donner les « pouvoirs » de procéder au « réveil » de la Rose-Croix aux États-Unis, ce qu'il fit six ans plus tard en fondant l'Antiquus Mysticusque Ordo Rosae Crucis (ancien et mystique ordre de la Rose-Croix). Ces assertions n'ont aucun étayées par aucune preuve.

#### Contestation de l'origine revendiquée
Tout d'abord, les doutes sur l'ancienneté de l'AMORC rejoignent ceux sur la réalité de celle du mouvement Rose-Croix en général.
Plus spécifiquement, pour l'écrivain Pierre Riffard, il n'existe aucune preuve historique de l'existence de ce mouvement avant que Harvey Spencer Lewis n'en parle, au début du XXe siècle ; il en conclut : « Il règne dans les écrits un désordre historique et une philosophie assez bigarrée. Et la pensée de Lewis est aussi plate que son titre d'« Imperator » est ronflant ». L'AMORC publie une réponse de 2007 de Pierre Riffard à une lettre de Serge Toussaint, où il indique vouloir parler de l'aventure spirituelle de Lewis en des termes positifs dans son prochain livre.

### Genèse de l'AMORC

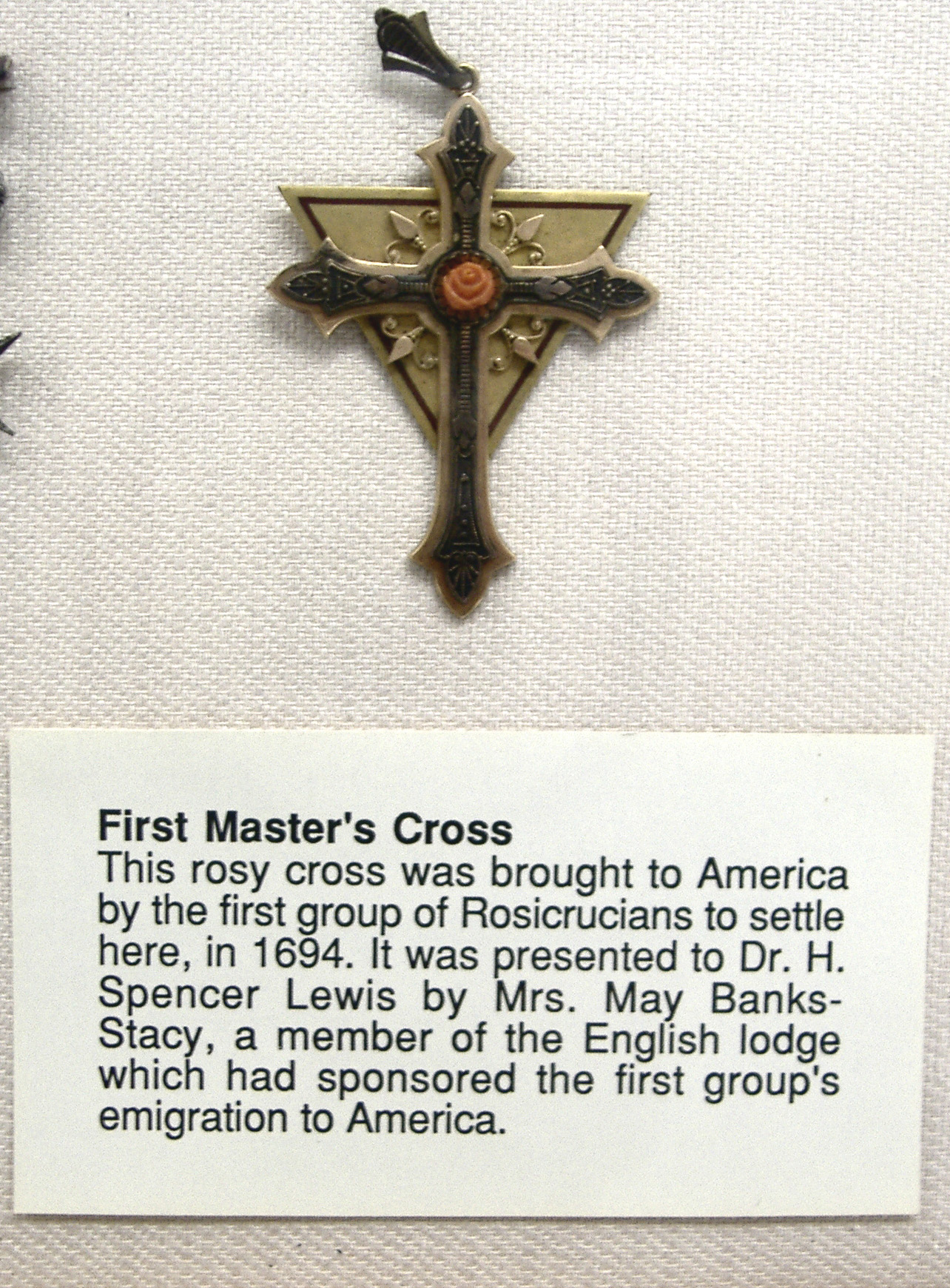
Datant, selon l'AMORC, du XVIIe Siècle, cet ancien bijou de Maître Rose-Croix, remis à Harvey S. Lewis, est exposé au musée de l'AMORC à San Jose, Californie.

Toujours d'après les écrits de H. S. Lewis, auparavant certains groupes de l'« ordre » en France se réunissaient dans la plus grande discrétion sous couvert d'associations comme la « Société Philomatique ». Fortement attiré par le mysticisme, il entra en relation avec certaines de ces sociétés alors même qu'il présidait le New York Institute for Psychical Research (Institut de recherches psychiques de New York). D'après l'AMORC, parmi les membres fondateurs de cet institut figuraient des personnalités comme l’écrivain et poétesse Ella Wheeler Wilcox (1850-1919) et Isaac K. Funk (en) (1839-1919), fondateur de la maison d'édition Funk & Wagnalls (célèbre pour ses dictionnaires et encyclopédies) et connu pour ses ouvrages sur les sciences psychiques.
Harvey Spencer Lewis dit avoir été initié au rosicrucianisme à Toulouse, le 12 août 1909. En décembre 1913, il confie aux membres du New York Institute for Psychical Research son intention d’établir l’ordre de la Rose-Croix en Amérique. Il fonde l'AMORC le 1er avril 1915 à New York.
Ensuite, selon ses écrits, une des dernières descendantes des rosicruciens d'Amérique, May Banks-Stacey, prend contact avec lui. Elle lui révèle les moyens d'accéder à la connaissance de ses vies antérieures. Il « prend conscience » d'avoir appartenu, lors d'une précédente incarnation, à une fraternité mystique d’Égypte ancienne. Lors de ces expériences, Harvey Spencer Lewis aurait également « retrouvé » les connaissances acquises dans des vies antérieures. May Banks-Stacey lui remet alors un petit coffre et des documents sur lesquels il reconnaît des symboles rosicruciens qu’il avait vus à Toulouse en 1909. Par la suite, il aurait reçu des « mandats » et les manuscrits secrets des premiers rosicruciens américains qui dateraient de 1694.
À partir de 1930, l'AMORC, qui comporterait déjà des membres dans plusieurs pays du monde, dont la Chine et la Russie, se dote d'un conseil qui regroupe les responsables de toutes les « juridictions » mondiales. Parmi ces responsables le peintre et tibétologue Nicolas Roerich est légat de l'AMORC pour le Tibet. Les enseignements contemporains de l'AMORC portent encore la marque de certaines « techniques » tibétaines dévoilées par Roerich.
En France, l'« ordre » existait déjà à l'état embryonnaire depuis 1931, mais c'est le 19 juin 1948 qu'il commença son cycle actuel, sous la responsabilité de Jeanne Guesdon (1884-1956)[réf. nécessaire].

### Quelques considérations
D'après Robert Vanloo, Lewis se serait, à la même époque, également intéressé à la Golden Dawn (ou ordre hermétique de l'Aube dorée) et aurait contacté Aleister Crowley, adepte de la Golden Dawn. Toutefois, d'après ses propres écrits, Harvey Spencer Lewis n’avait aucune sympathie pour Crowley et, dès octobre 1916, avait sévèrement critiqué celui-ci en le présentant comme un magicien noir, un imposteur, qui n’était pas le chef secret du rosicrucianisme, contrairement à ce qu’il tentait de faire croire.
On dit parfois que le véritable nom de l'AMORC, ou le nom hermétique, secret, traditionnel, authentique, est en fait : Antiquus Arcanus Ordo Rosæ Rubeæ et Aureæ Crucis (ordre ancien et secret de la Rose rouge et de la Croix d'or). Or si Antiquus Arcanus Ordo Rosæ Rubeæ et Aureæ Crucis a bien été utilisé par Harvey Spencer Lewis, en concurrence avec Antiquus Mysticusque Ordo Rosae Crucis, pour désigner le mouvement qu'il a fondé, plusieurs autres sociétés ont également usé de noms contenant « rose rouge » et « croix d'or », ce qui entraîne facilement des confusions. On peut citer :
- L'Ordo Rosæ Rubeæ et Aureæ Crucis, cercle intérieur rosicrucien de la Golden Dawn.
- L'Antiquus Arcanæ Ordinis Rosæ Rubeæ Aureæ Crucis, dont Spencer Lewis aurait reçu son initiation à Toulouse.
- L'Antique Arcanæ Ordinis Rosæ Rubeæ et Aureæ Crucis, d'Émile Dantinne.
- L'Antiquus Arcanus Ordo Rosæ Rubeæ et Aureæ Crucis, société autrichienne créée vers 1937 par Eduard Munninger, qui fut auparavant membre de l'AMORC.

### D'une direction américaine à une direction française puis une italienne

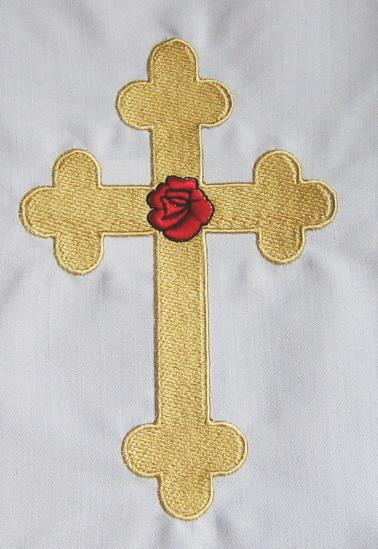
La croix avec, en son centre, une rose rouge, symbole de l'AMORC.

Le premier responsable mondial (imperator) de l'AMORC est Harvey Spencer Lewis de 1915 à 1939, puis son fils Ralph Maxwell Lewis (1904-1987) lui succède. En 1987, alors que Ralph M. Lewis n'a pas désigné de successeur, l'un de ses assistants, Gary L. Stewart, devient imperator.
Le Point rapporte que Raymond Bernard, grand maître de la juridiction de langue française de l'AMORC, développe de nombreux réseaux en Afrique, étant proche d’Omar Bongo (franc-maçon et grand-maître de la Grande Loge Nationale du Gabon), lequel est défini comme « rosicrucien notoire ».
Quant à Gary L. Stewart, après avoir été exclu de l'AMORC, il participe quelque temps à une organisation, l' Ancient Rosae Crucis où il prend la fonction d' imperator, avant de fonder en 1996 un autre groupe, Confraternity of the Rose Cross (Confraternité de la Rose-Croix ou CR+C).
Cette période voit la création, en France, de deux organisations dissidentes de l'AMORC :
- En 1988, Raymond Bernard (1923-2006), ancien grand maître de la juridiction française de l'AMORC, fonde le « Cercle international de recherches culturelles et spirituelles » (CIRCES)[25]. Le CIRCES est ensuite rebaptisé « Comité d'initiatives et de réalisations caritatives et sociales » et rattaché à l'ordre souverain du Temple initiatique (OSTI), autre mouvement créé ou réactivé par le même Raymond Bernard. Il est radié de l’AMORC [26].
- En 1990, la France voit la création du « Mouvement pour la sauvegarde des enseignements traditionnels et initiatiques » (SETI)[27], groupe dissident fondé par deux officiers (un grand conseiller et un moniteur régional), qui affirment avoir été exclus de l'AMORC pour cause de divergence de vues avec Christian Bernard. Pour l’AMORC, cette exclusion fut prononcée en raison du non-respect des règles juridiques et administratives qui régissent l’association et l’ensemble des Loges[réf. nécessaire]. En 1997, le SETI ajoute à son nom celui de « Cénacle de la Rose+Croix » ; en novembre 1998, il noue contact avec la « Confraternité de la Rose-Croix » de Gary L. Stewart, (mêmes initiales, « CR+C », qui ne traduisent pas pour autant de lien organique entre les deux associations)[28].

L'AMORC se voit reprocher par le Cénacle de la Rose-Croix de se présenter comme le seul héritier moderne de la tradition rosicrucienne, de qualifier les autres sociétés rosicruciennes de « sectes » et leurs dirigeants de « gourous ».
En 2019, un italien, Claudio Mazzucco, devient Imperator de l'AMORC.

#### Liste des Imperators
- Harvey Spencer Lewis (1909 - 1939)
- Ralph Maxwell Lewis (1939 - 1987)
- Gary L. Stewart (1987 - 1990)
- Christian Bernard (1990 - 2019)
- Claudio Mazzucco (depuis 2019)

### Musée rosicrucien des antiquités égyptiennes

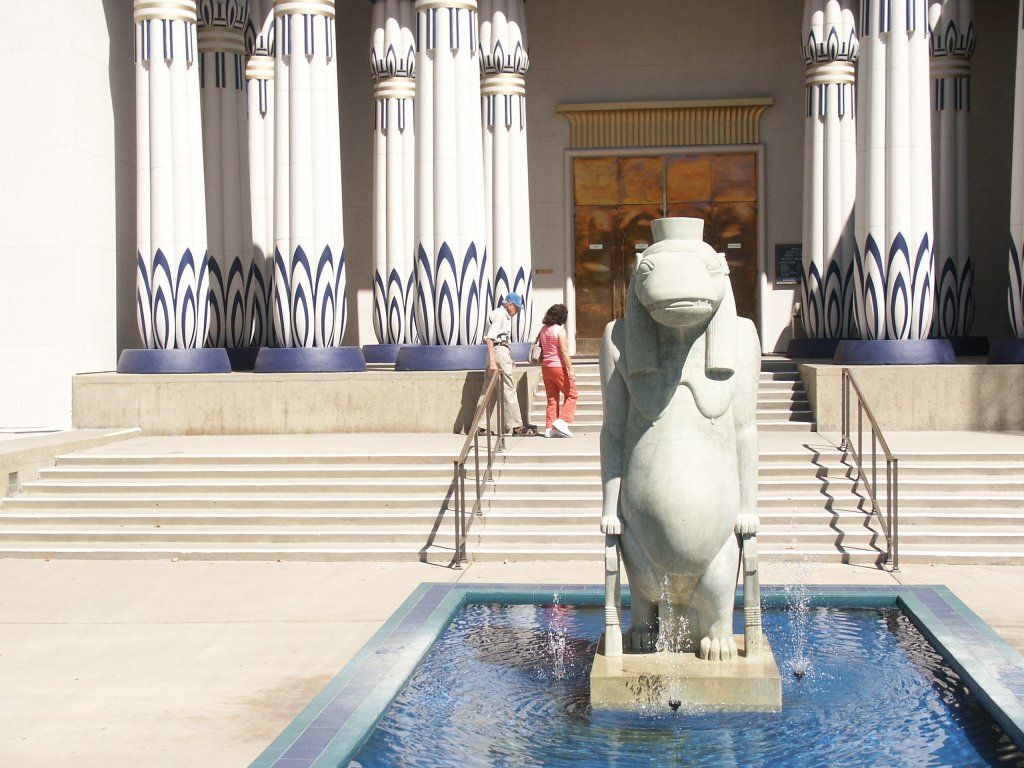
Entrée du musée Égyptien de l'AMORC à San Jose, en Californie.